# Франсиско де Ореляна
Франсиско де Ореляна (на испански: Francisco de Orellana) е испански откривател, пътешественик-изследовател и конкистадор.

## Ранни години (1511 – 1541)
Роден е през 1511 година (по други данни 1505) в Трухильо, Испания. На 15-годишна възраст се отправя за Новия свят и участва в похода за завоюването на Перу под ръководството на Франсиско Писаро. По време на завоюването на страната на инките взима участие във всички значителни походи и сражения.
През 1534 г. участва в завоюването на град Куско, а през следващата година – в завоюването на Кито. През 1536 възглавява отряд от 80 души и потушава въстанието на индианците в района на Куско, а през 1537 основава град Гуаякил в Еквадор.

## Първо плаване по река Амазонка (1541 – 1542)
През 1541 г., узнавайки че Гонсало Писаро (доведен брат на Франсиско Писаро) се готви за експедиция за търсене на Елдорадо, се присъединява към него. Събира отряд от 320 испанци и 4000 индианци-носачи и тръгва от Куско за Кито. През декември 1541 г. обединените отряди на Гонсало Писаро и Ореляна напускат Кито, преодоляват Източните Кордилери, на 26 декември достигат до откритата от тях река Напо и започват спускане по нея. След като реката става плавателна, решават да построят малко корабче (бригантина) „Сан Педро“, с което Ореляна с 57 испанци и няколкостотин индианци започва спускане по реката в търсене на хранителни припаси и злато, а Писаро остава да чака неговото завръщане.
След като плава няколко дни надолу по реката и не намира никакви селища, хранителни продукти и най-вече злато, взема решение да продължи надолу и изоставя групата на Писаро на произвола на съдбата. След като го чака повече от месец, Писаро се завръща в Кито през 1542 г. полужив с 80 изтощени и смъртноболни испанци.
На 11 февруари 1542 г. Ореляна достига до сливането на две реки, които съединявайки дават началото на трета, впоследствие назована Амазонка. В мястото на сливането реката е толкова широка, че не се виждат бреговете ѝ, течението ѝ е бурно и изобилства от водовъртежи. През март и април е построена още една, по-голяма бригантина „Виктория“, с която испанците на 24 април продължават плаването надолу по реката.
По време на плаването Ореляна открива река Журуа (21 май, десен приток на Амазонка), река Рио Негро (3 юни, 2300 км, най-големият ляв приток на Амазонка), река Мадейра (10 юни, десен приток). На 2 август испанците достигат до Атлантическия океан и след като подготвят бригантината за плаване в открито море, на 26 август отплават на север и северозапад и на 11 септември 1542 достигат до остров Кубагоа (10°49′ с. ш. 64°12′ з. д. / 10.816667° с. ш. 64.2° з. д.) в Карибско море. По този начин Франсиско де Ореляна пръв пресича Южна Америка от запад на изток и е първият европеец, който преминава река Амазонка по цялата ѝ дължина с плавателен съд.

## Експедиция към Амазонка (1544 – 1546)
След завръщането си в Испания Ореляна започва подготовка за нова експедиция към Амазонка. Поради недостиг на средства, експедицията е организирана зле, не достигат продоволствия, оръжие и хора. Въпреки всичко в средата на 1544 г. Ореляна предприема плаване през Атлантическия океан на четири кораба с 400 души. Пътуването е пълна неудача: три месеца загубват около Канарските острови, два месеца – около островите Зелени Нос; около 100 души умират, 50 дезертират. По време на прехода през океана буря разделя флотилията и само два кораба се добират до устието на Амазонка, където през 1546 г. измира още голяма част от екипажа. След достигането на реката започват изкачване нагоре по течението. Испанците страдат от тропически болести, недостиг на продоволствие и са подложени на постоянни нападения от местните индианци. През ноември 1546 самия Франсиско де Ореляна умира и останалите живи участници безславно се завръщат в Испания. По други източници Ореляна се връща жив в Испания и умира през 1550 г.

## Памет
Неговото име носят:
- град Пуерто Франсиско де Ореляня (0°28′ ю. ш. 76°58′ з. д. / 0.466667° ю. ш. 76.966667° з. д.) в Еквадор, провинция Ореляна;
- град Франсиско де Ореляня в Перу, регион Амазонас;
- кантон Франсиско де Ореляня в Еквадор, провинция Ореляна;
- провинция Ореляна в източната част на Еквадор.